# Koncept kvaliteta života (medicina)
Koncept kvaliteta života je sve ono što život čini vrednim življenja, a u kvantitativnom smislu, to je procena trajanja preostalog života lišenog oštećenja, nesposobnosti ili invalidnosti. Zdravlje je samo jedan od činilaca kvaliteta života,jer postoje i drugi činioci, koji nisu predmet proučavanja medicine kao što su obrazovanje, kultura, religija, materijalno stanje, koji značajno utiču na kvalitet života pojedinca. Prisustvo bolesti je svakako ograničavajući faktor u ostvarenju potreba pojedinca u datim okolnostima svakodnevnog života, pa samim tim i kvaliteta života.

## Opšta razmatranja o životu
Život sa svojim kvantitativnim i kvalitativnim osobinama je sastavni deo pojavnog sveta, pa u tom smislu razumevanje koncepta kvaliteta života zahteva poznavanje suštine života i interakcije kako sa društvenim tako i sa fizičkim okruženjem. Kvalitet života kao objektivni i subjektivni doživljaj i osećaj pojedinca podrazumeva postojanje sledećih odrednica i stanja, koje su sažeto prikazaneu donjoj tabeli:
Objektivni i subjektivni pokazatelji kvaliteta života
| Objektivni društveni pokazatelji | Subjektivni društveni pokazatelji |
| --- | --- |
| - Očekivano trajanje života - Stopa kriminala - Stopa nezaposlenosti - Društveni bruto proizvod Sreća - Stopa siromaštva - Pohađanje škole - Broj radnih sati u nedjelji - Stopa perinatalne smrtnosti - Stopa samoubistava | - Osećaj pripadanja zajednici - Materijalna imovina - Osećaj sigurnosti - Sreća - Zadovoljstvo životom u cjelini - Odnosi sa porodicom - Zadovoljstvo poslom - Seksualni život - Sagledavanje sprovođenja pravde - Klasna identifikacija - Hobi i članstvo u klubu |

Sa aspekta medicine, kvalitet života definisan je od strane Svetske zdravstevene organizacije (SZO) kao: 
Percepcija pojedinca o sopstvenom položaju u životu u kontekstu kulture i sistema vrednosti u kojem živi, kao i u odnosu na sopstvene ciljeve, očekivanja, standarde i interesovanja.
 Tumačenje koncepta života na ovaj način uključuje fizičke i psihosocijalne aspekte podrazumevajući pri tome najmanje pet komponenti:
1. .Fizičko zdravlje pojedinca,
2. .Psihološki status,
3. .Materijalnu nezavisnost/stepen samostalnosti,
4. .Socijalne odnose,
5. .Odnos prema značajnim karakteristikama spoljašnje sredine.[3]

Rezolucijom „Zdravlje za sve”, još od svoje inicijalne verzije 1977. godine pa do 1998. godine kada je usvojena i nova rezolucija „Zdravlje za sve – politika 21. veka”, SZO je postavila deset globalnih ciljeva; poboljšanje zdravlja i kvaliteta života svakog pojedinca. Pomenutom rezolucijom termin kvalitet života se definiše kao 
Opažanje pojedinca ili grupa da će njihove potrebe biti zadovoljene i da će se biti prepoznati na vreme kako bi se postigla sreća i ispunjenje zadovoljstva životom.
Evidentno je ova moderna sintagma multidimenzionalna i interdisciplinarna kategorija. Osamdesetih godina 20. veka naglo se javio interes za procenu kvalitete života ljudi. Iz pojašnjenja i definicije odmah je jasno da je kvaliteta života od interesa medicine i zdravstva, posebno segmenta javnog zdravstva i socijalne
medicine. Ali, ona je od interesa još i filozofije, teologije, religije, sociologije, pedagogije i psihologije, biologije, ekologije, ekonomije i prava. Sve ove grane nauke raspravljaju o postojanju i životu čoveka i pokušavaju svaka na svoj način odgovoriti na pitanje: „biti ili imati, odnosno biti i imati.”

## Kvalitet života povezan sa zdravljem
Orijentacija ka pacijentovom dobrom zdravlju dovodi do razvoja novog termina kvalitet života u vezi sa zdravljem ili kvalitet života povezan sa zdravljem (u daljem tekstu KŽPZ, engl. Health related quality of life – HRQL ili HRQoL). KŽPZ je vrednost pridodata dužini života, modifikovana oštećenjima, funkcionalnim statusom, percepcijama i socijalnim mogućnostima na koje utiču bolest, povreda, lečenje i zdravstevena politika.
Ovim konceptom posebno je naglašen značaj lične percepcije zdravstvenog stanja, ali i bolesti, njenih posledica i ograničenja, kao i svest o potrebi za pomoći i podrškom u mentalnom, fizičkom i socijalnom funkcionisanju.
Za ispitivanja kvaliteta života i njegovu kvantifikaciju koriste se različiti merni instrumenti – skale. Skale merenja kvaliteta života moraju imati nekoliko osnovnih karakteristika:
dovoljnu prekrivenost svih subjektivnih i objektivnih simptoma,
objektivnost pri merenju (pod određenim uslovima ponavljane serije testiranja trebaju dovesti do konzistentnih rezultata), i
senzitivnost (sposobnost da sprovedena merenja reflektuju prave promene u ispitivanim parametrima).
Ove skale mogu biti specifične za određene bolesti ili se mogu koristiti generičke skale kojima se procenjuje kvalitet života i kod drugih oboljenja
Kvantifikacija KŽPZ je moguća i primenom standardizovanih upitnika. Na osnovu njihove obrade dolazi se do numeričkih skorova koji subjektivne doživljaje ličnog zdravstvenog stanja skoruju. Dobijeni numerički skorovi zajedno sa objektivnim kliničkim pokazateljima kompletiraju sliku uticaja bolesti na život pojedinca.
Indirektno kroz subjektivne indikatore može se proceniti i uticaj nebioloških faktora (karakter ličnosti, motivacija, lična i kulturološka ubeđenja, socijalno-ekonomski status, dostupnost zdravstvene zaštite) na ishod bolesti.
Nekonzistentnost između subjektivnog doživljaja kvaliteta životai objektivnih kliničkih merenja je delimično uslovljena metodološkim razlozima, ali neki autori sugerišu da su psihološke posledice i doživljavanje bolesti ono što dovodi do razlike u podacima.
Podaci dobijeni merenjem KŽPZ mogu imati višedimenzionalnu primenu. Pre svega, može da olakša izbor prioriteta prilikom formiranja plana terapije. U kliničkoj praksi je to posebno važno u situacijama kada treba izabrati neki od terapijskih modaliteta sa sličnim efektima ili kada treba napraviti izbor terapije imajući u vidu toksične efekte leka, preživljavanje i cenu leka.
Praćenjem KŽPZ tokom vremena mogu se uočiti promene tokom lečenja i promene u pruženoj nezi obolelima. Samoprocena kvaliteta života sve češće se koristi u medicini i zdravstvenoj zaštiti i kao indikator ishoda lečenja, te je postala važan pokazatelj uspešnosti lečenja.

## Kvalitet života obolelih od hroničnih i težih bolesti
S obzirom da hroničke i teže bolesti imaju heterogen klinički tok, nije teško pretpostaviti da bolest utiče na sve aspekte psihičkog i fizičkog zdravlja bolesnika, i na osobe u najbližem okruženju.
Kako je prosečna dužina trajanja bolesti veća, akumulacija kliničkih smetnji podrazumeva velike promene u kvalitetu života koje variraju sa zdravstvenim stanjem, odnosno stepenom onesposobljenosti. Merenje kvaliteta života bolesnika sa hroničnom bolešću utiče na bolje poznavanje uticaja bolesti na svakodnevni život obolelih, na odabir najboljeg tretmana i na usklađivanje međusobnih ciljeva bolesnika i lekara, te služi kao instrument praćenja napredovanja bolesti, efikasnosti tretmana ili kao prognostički faktor.

### Kvalitet života kao mera uticaja bolesti na život obolelih
Hronična bolest nije stabilno stanje što donosi niz ograničenja u radnom, socijalnom i porodičnom funkcionisanju i funkcionalnom statusu. Malo povećanje ili smanjenje funkcije kod hroničnog bolesnika može promeniti celu sliku njegovog doživljaja i rehabilitacijskog potencijala. U skladu sa time, kod hroničnih bolesti, uticaj bolesti na život bolesnika u mnogome zavisi od objektivno izmerenih faktora u vidu stepena funkcionalnog oštećenja i dužine trajanja bolesti, ali i od subjektivnog doživljaja obolelog.
Pokazalo se da pojedine hronična bolest npr. multipa skleroza ima niži ukupni i specifični skor kvaliteta života u odnosu na druga hronična oboljenja poput dijabetesa, epilepsije, reumatoidnog artritisa kao i u odnosu na zdravu populaciju.

### Kvalitet života kao mera procene efekata terapije
Primarni cilj lečenja jedne hronične bolesti treba da bude njena optimalna kontrola. Da bi pratili određeno oboljenje, ili imali dobar uvid u kontrolu bolesti, treba da postoje odgovarajući parametri, odnosno ishodi njenog praćenja i njene kontrole.
KŽPZ je našao primenu i u segmentu procene efekta terapije jer predstavlja, između ostalog, zapažanje bolesnika o uticaju odgovarajuće terapije na njihovu fizičku i radnu sposobnost, psihološko stanje, socijalnu komunikaciju i somatsko zdravlje. U kontekstu pomenutog, merenje kvaliteta života postaje značajno kada terapija ili lek :
- Ima malu ili umerenu korist u odnosu na rizik od neželjenih efekata.
- Ima samo delom lekovita svojstva.
- Zahteva izdvajanje značajnih materijalnih sredstava.
- Efikasno otklanja simptome bolesti, ali izaziva umerene ili teške neželjene reakcije.

Sama činjenica da jedan lek ili terapijski režim poboljšava kvalitet života u vezi sa zdravljem, daje jednu novu dimenziju i ima veliku vrednost sa stanovišta prihvatanja datog leka od strane bolesnika, tada kao znatno aktivnijeg učesnika u sprovođenju terapije.

## Literatura
- K Enterprises; Bachert, Karen (2008). Quality of Life: The Five Stages of Retirement Success. K Enterprises. ISBN 978-0-9818789-0-4.
- 181-198.
- 1999.
- Phillips, David (2006). Quality of Life: Concept, Policy and Practice. Routledge. ISBN 978-0-415-32355-0.
- 2001.
- , 2011.
- Lipovčan Lj K, Burušić J, Tadić M. Indikatori kvalitete življenja. U: Božičević V, urednik. Psihologija u zaštiti mentalnog zdravlja.1.izdanje.Virovitica: Zavod za javno zdravlje; 2012. pp. 438–45.
- Bowling A. Measuring Health: A review of quality of life measurement scales. Milon Keynes, UK: Open University Press; 1991.
- Kaplan, G.; Baron-Epel, O. (2003). „What lies behind the subjective evaluation of health status?”. Soc Sci Med. 56 (8): 1669—1676. PMID 12639584. doi:10.1016/S0277-9536(02)00179-X.–76.
- Joković S, Milović Lj, Račić M, Pavlović J, Hadživuković N (2014). „Kvalitet života pacijenata oboljelih od hronične opstruktivne bolesti pluća”. Sestrinska reč. 18 (69–70): 16—20. doi:10.5937/sestRec1470016J..

## Spoljašnje veze
|  | Molimo Vas, obratite pažnju na važno upozorenje u vezi sa temama iz oblasti medicine (zdravlja). |